# Осетинская литература

Сидят (слева направо): Федр Гаглоев (Гафез), Резо Чочиев, Лади Газзаев, Пауле Санакоев, Елиоз Бекоев, Георгий Джаттиев.
Стоят (слева направо): Алекси Букулов, Нафи Джусойты, Реваз Асаев, Петр Пухаев, Георгий Дзугаев, Илья Плиев, Григол Гаглоев

Осети́нская литерату́ра (осет. Ирон литературæ) — литература, написанная на осетинском языке, в более широком понятии — литература осетинского народа.
Произведения осетинских писателей, в том числе на осетинском языке, публиковались уже в конце XIX века (поэма Александра Кубалова «Афхардты Хасана» в 1897 году и др.). Однако расцвет осетинской литературы начался уже в советские годы. За один только 1930 в одной Северной Осетии издано столько, сколько было издано за всё 132-летнее существование осетинской письменности (если считать от издания первой печатной книги — «Краткого катехизиса», изданного в Московской типографии Синода в 1798 году).
Во Владикавказе на Музейном переулке, д. 3 находится Музей осетинской литературы, посвящённый истории развития литературы Осетии.

## Устное народное творчество
Осетинский фольклор многообразен по своему содержанию. Сохранился героический нартовский эпос — сказания о нартах. Особенно популярны сказания о похождениях нартов — Урузмага, Хамыца, Сослана, Сырдона и других, бедняках, о нартовском голоде и прочие. Сохранилось также большое количество разных песен, сказок, пословиц, поговорок. Из них выделяются песни, отражающие быт осетинских трудящихся масс, связанный с земледелием, овцеводством, охотой и т. д. Особое место занимают исторические (героические) песни, наиболее ярко отражающие классовую борьбу осетинских трудящихся против феодалов-помещиков, известных под названием тагаурских алдаров и дигорских баделят. Таковы например исторические песни «Мисирби Караджаев», «Кантемиров Мазук-Алдар» и некоторые другие.
Позднее традиция исторических (героических) песен получила своё продолжении в виде песен о героях гражданской войны в Осетии, об осетинах-участниках Великой Отечественной войны и о героях новейшего времени.
К устному творчеству обращались многие осетинские писатели, в том числе Коста Хетагуров, Сека Гадиев, Александр Кубалов, Мисост Камбердиев и другие. Наиболее активными собирателями осетинского фольклора стали Цоцко Амбалов, Г. А. Дзагуров, Гагудз Гуриев, Б. А. Алборов, Д. Бердиев, П. Гадиев, Г. Темираев, А. Тибилов, В. Карсанов, М. К. Горданов и рыжик.

## Зарождение осетинской литературы
Зарождение осетинской литературы относится к концу XVIII и началу XIX веков.
Автором первого художественного произведения осетинской литературы, поэмы «Алгузиани» был Иван Ялгузидзе, представитель древнего осетинского рода Алгузата. Активный проводник царской колониальной политики на Кавказе, миссионер, распространявший православие среди осетин, он был первым переводчиком книг Священного писания на осетинский язык. Иван Ялгузидзе написал поэму на грузинском языке «Алгузиани» (переведённую на русский язык), в ней он пытался идеализировать прошлое «могущественной Осетии», возвеличить её мифического царя Алгуза, якобы покорившего многочисленные народности Кавказа. Основные идеи этого произведения: монархизм, национализм и православие.
Научный коллектив сборника «Очерки истории осетинской литературы» считает, что начало осетинской литературы «следует вести от Темырболата Мамсурова».

## Осетинская литература с 1859 по 1905 годы
Со времени покорения Кавказа и до 1905 в Осетии происходили весьма значительные социально-политические сдвиги, которые не могли не отразиться на росте и развитии осетинской литературы. Эксплуатация феодалами малоземельного и безземельного крестьянства всё более усиливалась. В 1861—1865 были освобождены так называемые холопы, однако взаимоотношения между широкими крестьянскими массами и феодалами-помещиками, наделёнными самодержавием лучшими землями, резко обострялись, доходя до вооруженных столкновений. Переход от натурального хозяйства к товарному способствовал нарождению осетинского кулачества и торговой буржуазии. Промышленность в Осетии развивалась крайне медленно. В атмосфере национального гнёта, административного произвола и всё более обостряющихся социальных противоречий развивали свою литературную деятельность писатели: Темирболат Мамсуров, Асламурза Кайтмазов, Инал Кануков, Гаппо Баев, Александр Кубалов, Блашка Гуржибеков, Сека Гадиев, Георгий Цаголов и Коста Хетагуров.
Темирбулат Мамсуров и Инал Кануков являлись представителями алдарско-феодальной группы; оба они — участники переселения горцев в Турцию в 1861—1865 — происходили из осетинских алдаров и были офицерами царской армии.
Творчество Мамсурова отражало пессимистические переживания переселенцев алдаров, не ужившихся на чужбине, осознавших неудачу этого переселения. В его произведениях сильны элементы национализма и религиозности. В отношении формы он близок к народной поэзии.
Творчество Инала Канукова проникнуто тоской о «великом прошлом» осетинского алдарства. Вернувшись на родину, поэт погрузился в воспоминания о былом. Разочарованный в жизни, оторванный от реального настоящего, поэт искал утешения и покоя на кладбище, «где смерть сравняет всех». Инал Кануков писал исключительно на русском языке. Он был под сильным влиянием русской поэзии, в особенности Лермонтова и Пушкина. Инала Канукова роднит с Мамсуровым пессимизм, вызванный крушением той социальной группы, к которой они принадлежали (феодалов-алдаров).
Гаппо́ Ба́ев, Александр Кубалов и Блашка Гуржибеков начали литературную деятельность в 1890-х годах. После революции Баев уехал в Германию, где продолжал заниматься литературным творчеством и переводами (в том числе некоторых библейских текстов).
Александр Куба́лов — автор поэмы «Афхардты Хасана» и других произведений на тему «о героическом прошлом Осетии». Его поэма «Афхардты Хасана», направленная против обычая кровной мести, считается одним из лучших произведений осетинской литературы, она настолько близка к устному творчеству, что доказательству личного авторства Кубалова посвящены статьи исследователей. При советской власти Кубалов «не смог перестроиться», был арестован в 1937 году и пропал без вести в лагерях.
Бла́шка Гуржибе́ков являлся первым дигорским поэтом, то есть осетинским поэтом, писавшим исключительно на дигорском диалекте (в 1920-х годах этот диалект развивался как «дигорский язык», но позже было принято политическое решение признать такое разделение «контрреволюционным», дигорский снова стал диалектом). Основные мотивы его творчества: монархизм, верность царской колониальной политике на Кавказе, православию и осетинским народным верованиям и традициям. Блашка Гуржибеков ценен тем, что в своей пьесе «Недоросль» (Æдули) первый показал рост торговой буржуазии в Осетии и противоречия, обострявшиеся между феодально-родовой верхушкой и вновь народившейся буржуазной верхушкой. В отношении формы Блашка Гуржибеков был под сильным влиянием устного народного творчества.
Сека́ Га́диев (1865—1915) занимает в осетинской литературе своеобразное место. Выходец из горской бедняцкой семьи из осетинского ущелья в Грузии, поэт-самоучка, он более тридцати лет был псаломщиком. Симпатии Сека Гадиева — на стороне горской бедноты: он бичевал феодалов, угнетавших бедноту, но не призывал к борьбе. Наоборот, поэт настроен христиански. Он — националист, активный миссионер православия. Действие большинства произведений Гадиева разворачиваются в сёлах Южной Осетии.
Весьма значительную эволюцию проделал в своём творчестве Георгий Цаго́лов (р. в 1871). В начале своей литературной деятельности он был оппозиционно настроен против царизма и национального угнетения, однако не звал трудящихся к борьбе против угнетателей. Сочувствуя бедноте (стихотворение «Иналук»), поэт не видел выхода из положения. Лишь с приближением революции поэт начал преодолевать свою мечтательную пассивность и стал наконец на путь активной борьбы с поработителями. В стихотворении «Песня Кудайната» поэт восклицает. «Берите силой все… И дней не бойтесь бурных», «правда сама на землю к нам не спустится». В осетинской литературе Цаголов первый художественно изобразил новый тип осетинского кулака, являвшегося опорой царской администрации в угнетении и эксплуатации трудящихся Осетии («Осетинские мотивы», стр. 46, стихотворение «Темболат»). Необходимо отметить, что Цаголов писал преимущественно на русском языке и был под сильным влиянием русских поэтов, в особенности Некрасова и украинского поэта Шевченко. При советской власти он переводил на русский язык произведения осетинских писателей, был известен как талантливый публицист.
Коста́ Хетагу́ров (1859—1905) — остаётся самым популярным осетинским писателем. Выходец из феодально-дворянской среды, Коста Хетагуров позже отрёкся от дворянства. В своей басне «Гуси» и в неоконченной поэме «Хетаг» он высмеял дворянскую заносчивость и чинопочитание. Основные мотивы творчества Коста Хетагурова — протест против административного произвола, призыв к единению осетин без различия классов. Поэт сочувственно изображал жизнь горской бедноты («Вдова», «Пастух-батрак», «Кубади»). Он протестовал против национального гнёта, против такого специфического явления осетинской жизни, как шпионаж в пользу администрации («Додой», «Солдат», «Шпион» и др.). Литературная энциклопедия 1934 года называет Коста Хетагурова «религиозно настроенный пессимист». Произведения Хетагурова, разоблачающие произвол самодержавия, имели в своё время «революционизирующее значение».

## Осетинская литература 1905 по 1917 годы
Революция 1905 прокатилась широкой волной по Осетии. Социальная дифференциация к этому времени значительно углубилась. Наряду с группой феодалов, крупных помещиков, владевших огромными латифундиями, на социальную арену выступила значительно окрепшая деревенская буржуазия. Выросла осетинская интеллигенция, разнородная по своему происхождению и по своим социально-политическим устремлениям. На данном этапе продолжают быть активными писатели — Гаппо Баев, Александр Кубалов, Г. Цаголов, Сека Гадиев. Они занимают те же позиции, что и в предшествующий период. В этот период выдвигается ряд новых писателей: Шамиль Абаев, Михаил Гарданов, Георгий Малиев, Андрей Гулуев, Илас Арнигон, Алихан Токаев, Хох Тлатов, Давид Короев, Цомак Гадиев, Ахмет Цаликов, Батырбек Туганов, Елбаздуко Бритаев, Арсен Коцоев, Роза Кочисова, Борис Алборов, Георгий Цаголов и переводчики Цоцко Амбалов и Быбиц Датиев.
Осетинская литература данного периода вращается в кругу национально-бытовых вопросов, получающих социальное заострение.
В 1906 году вышло первое издание осетинского букваря «Райдиан чиныг», автором которого был Алмахсид Кануков.
Протест против административного гнета и произвола получил наиболее яркое выражение в произведениях Короева и Кочисовой. Романтизация героического прошлого кавказских горцев, ведших борьбу против царизма за национальное освобождение, дана в творчестве Б. Туганова. Призывом к борьбе против царизма и его устоев проникнуто творчество Ц. Гадиева, Е. Бритаева, Ш. Абаева, М. Гарданова. Проповедь национального единения осетинского народа характерна для творчества А. Токаева и Мзурона. Неудовлетворенность современностью и культивирование «социалистической утопии» с сильным налётом национализма — основная черта сочинений Тлатова Хоха. Многие писатели этого периода изображают тёмные стороны быта осетин (конокрадство, знахарство, кровная месть и т. д.).
Драматургия
К этому периоду относится и зарождение осетинской драматургии, основоположником которой является осетинский драматург Елбаздуко Бритаев. В 1908 году свою единственную пьесу «Ног ахуыргæнæджы фыццаг бон скъолайы» (Первый день нового учителя в школе) издала Лена Коцоева. В 1912 году на сцене Владикавказского русского театра была поставлена первая пьеса драматурга Дмитрия Кусова под названием «Дети гор».

## Осетинская литература после Октябрьской революции. Период 1917—1921
Советская власть окончательно утвердилась в Северной Осетии в марте 1920, в Южной Осетии — в 1921, одновременно с советизацией Грузии. В этот период из подпольной литературы выделяется несколько революционных стихотворений (К. Бутаева, Г. Баракова, Созура Баграева). С восстановлением советской власти выходит первая большевистская газета на осетинском языке — «Кермен», которая первоначально и явилась центром возрастающей в новых советских условиях осетинской литературы. На страницах газеты «Кермен» помещали свои стихи Цомак Гадиев, Гино Бараков, Борис Алборов и др.
В 1921 году вышли два небольших сборника литературных произведений. Один из этих сборников под названием «Вождь» принадлежит перу осетинского писателя, красного партизана, видного коммуниста Гино Баракова. Второй сборник «Книга осетинских песен» (1921) содержит стихи разных осетинских поэтов. Он также снабжен предисловием Гино Баракова. В сборнике помещены стихи Гино Баракова, Коста Хетагурова, Цомака Гадиева, Быдтаева, Казбека Бутаева, Алборова, Байзера, Ч. Бегизова, Нигера и Турмега.
Следует отметить пьесу Гаппо Баева «Осетинская молитва», напечатанную в 1920 в Тифлисе в меньшевистской газете «Ног Цард», являющуюся выражением осетинского национализма.

## Осетинская литература 1920-х годов
Двадцатые годы XX века стали временем расцвета национальной культуры осетинского народа, в частности, осетинской литературы. В 1920 году советская власть была установлена на территории Северной Осетии, а в 1921 — и Южной Осетии. Открылись новые учебные заведения, книжные издательства, периодические издания. На этом этапе новая власть, руководствуясь ленинской национально-языковой политикой, многое делала для развития национальной литературы, образования и театра.
В 1920 году во Владикавказе открылся Институт народного просвещения, с 1924 преобразованный в Горский педагогический институт (ныне Северо-Осетинский государственный университет). В те же годы начал работать Осетинский педагогический техникум. Здесь готовились кадры для национальной школы, прессы и литературы. В сельских районах открывались клубы и библиотеки.
В 1925 году на базе Осетинского историко-филологического общества был основан Осетинский НИИ краеведения. Аналогичный институт открылся и в Цхинвали. Эти научные заведения проделали большую работу по кодификации осетинского языка, по сбору и публикации фольклорных произведений.
Для национальной школы были переведены учебники по ряду предметов, а также многие художественные произведения.
В апреле 1923 года во Владикавказе вышел первый номер осетинской газеты «Растдзинад» (издаётся до сих пор), в 1924 в Цхинвали — первый номер газеты «Хурзарин» (издаётся до сих пор).
Только в 1920-х годах появляются первые объединения осетинских писателей. Так в 1922 году появилась организация «Осетинская литературная группа» (осет. Ирон литературон къорд), которая занималась книгоиздательством, распространением книг, а также организацией просветительских мероприятий. Среди участников этой группы были Цомак Гадиев, Гино Бараков и другие. В том же году они издали литературный альманах «Малусаг» с предисловием Георгия Бекоева. Альманах содержал дореволюционные произведения Елбаздуко Бритаева, Сека Гадиева и других авторов — за это и за изложенные в предисловии мнения книга надолго была признана «контрреволюционной», один из критиков даже ввёл в употребление слово «малусаговщина» по названию альманаха.
В 1924—1925 годах при Московской ассоциации пролетарских писателей был основан кружок осетинских пролетарских писателей «Зиу». В 1925 году организация основалась в Осетии. В ней активно участвовали Созруко Кулаев, Кудзаг Дзесов, Геор Кокиев, Сергей Джанаев и другие молодые писатели. Группа издавала свой альманах (вышло два тома — в 1925 и 1927 годах). Стремлением участников «Зиу» было порвать с предыдущей традицией, создать литературу на основе пролетарской идеологии. В предисловии к альманаху лидер группы Сармат Косиров писал: «Из всех известных нам до сих пор осетинских писателей ни один не встал на путь революционной литературы… Оторвались они от строящего новую жизнь народа, остались поодиночке».
В целом, развитие литературы этого периода характеризуется приходом нового поколения писателей, расширением тематики произведений, появлением возможностей публикации и, через распространение грамотности, увеличением числа потенциальных читателей.

## Осетинская литература 1930-х годов
В 1936 году вышла в свет книга Барона Боциева «Порванная цепь».
В Париже работет Гайто Газданов (осет. Гӕздӕнты Гайто) — осетинский писатель-белоэмигрант, прозаик и литературный критик.

## Осетинская литература в военные годы (1941—1945)
Ряд осетинских поэтов писали стихи на фронтах Великой Отечественной войны. Некоторые, как Мухарбек Кочисов (1920—1944), погибли в бою. На стихи Кочисова были написаны песни.

## Осетинская литература в наше время
В республике, активно печатаются научные статьи Роберта Фидарова, Агнаева Гастана, Камала Ходова и др. 
Выпущены сборники стихов Чермена Дудаева («Стряхните пыль с черкесок, Осетины…», «Ирæттæ»). Печатаются произведения Давида Джигкаева («Амонды стъалы», «Амондджын дæн, æз!»); Алины Тедеевой («Горе», «Туман и ночь»), Ирлана Хугаева («Дом Давыдов»).

## Литературные журналы
В Северной Осетии выходят литературные журналы: «Дарьял» (на русском языке), «Ираф» (на дигорском диалекте осетинского языка) и «Мах дуг» (на иронском диалекте осетинском языке) и другие. Литературные произведения также публикуются в осетинских и двуязычных газетах. В Южной Осетии издаётся журнал «Фидиуаг».